# Just One Look
Just One Look är en låt skriven av Doris Troy och Gregory Carroll. Doris Troy spelade in den och utgav den som singel 1963 och fick en hit med låten i USA. Den nådde tiondeplatsen på singellistan och blev hennes största hit.
Tidigt 1964 gavs låten ut som singel av The Hollies vilken blev en hit i Storbritannien och Skandinavien. Hollies version blev även listnoterad i USA och Kanada, fast först 1967. 1978 spelade Linda Ronstadt in låten till albumet Living in the USA.

## Listplaceringar, The Hollies
| Lista (1964)   | Position         |
| -------------- | ---------------- |
| Danmark        | 19 (DR "Top 20") |
| Irland         | 6                |
| Norge          | 11 (VG-lista)    |
| Storbritannien | 2                |
| Sverige        | 8 (Kvällstoppen) |
| Sverige        | 3 (Tio i topp)   |

| Lista (1967) | Position               |
| ------------ | ---------------------- |
| Kanada       | 30 (RPM)               |
| USA          | 44 (Billboard Hot 100) |